# Ансамбъл „Българче“ (Винга)
Ансамбъл „Българче“ е самодейна танцово-музикална формация на банатските българи в село Винга, окръг Арад, Румъния.
Ансамбълът е продължител на винганските народни танцови традиции от ХІХ век и по-рано, когато жителите на селото са почти изцяло само българи, потомци на бежанци от българските земи след разгрома на Чипровското въстание 1688 г.

## История
„Българче“ наследява по-стари самодейни формации от селото, създаден е под това име през 2002 г. от група по-възрастни вингани начело с Йосиф Ферменджин, Иван Ранков и Франциск Драгинов и от млади местни ентусиасти, български патриоти от филиала на дружеството на банатските българи в Румъния. От 2014 г. ансамбълът организационно и финансово е към Асоциация „Българче“ оглавявана от бизнесмена Франциск Драгинов, създадена със специалната цел за запазването му след период на криза и временно прекратяване на дейността му. Празникът на село Винга през 2016 г. премина в голямата си част като честване 15-а годишнина на Ансамбъл „Българче“.
Танцьори-основатели:
- Адриан Косилков
- Анкуца Шипош
- Николае Буньов
- Симона Соринка
- Александру Хаджия
- Александра Хаджия
- Себастиян Себин
- Антон Себин
- Бианка Пътрой
- Ромина Ранков
- Адина Косилков
- Кристина Багина
- Николае Недельов
- Ясмина Недельов
- Кодруц Попа
- Богдан Ранков
- Николае Лебанов

## Ръководители
Адриан Косилков е действащият хореограф на ансамбъла, от прочут стар род на вингански интелектуалци, танцьор от най-първата формация.
С танцьорите на ансамбъла през различните периоди работят още:
- Анкуца Тодорович от Винга Румъния
- Иван Донков от Велико Търново България
- Виктор Жикереан от Тимишоара Румъния
- Йордан Филипов от Силистра България
- Красимир Савов от Шумен България
- Габор Тот от Сегед Унгария
- Пери Василе от Арад Румъния
- Адела Скоробете от Тимишоара Румъния

Петру Романов, акордеонист, е ръководител на инструменталистите изпълняващи музикалния съпровод на танците и народните песни, самият той-и вокален изпълнител.

## Състави
Танцовият състав е основният на ансамбъла. В разни периоди достига до 60 деца и младежи на възраст от 5 до 25 години, организирани в:
- 3 възрастови групи за народни танци;
- група за спортни танци;
- група мажоретки.

Други състави:
- женска вокална група;
- инструментален състав.

## Репертоар
Винганските български народни танци са в основа на репертоара. Най-характерните от тях са:
- ходенцъ – разходка;
- въртеж – въртене;
- котроманъ – котромана;
- старъ сурокъ – старческа участ;

Българските народни танци от различните фолклорни области на България заемат голямо и почетно място в репертоара на ансамбъла и танцьорите ги изпълняват с изключително, равняващо се с професионалното, майсторство:
- шопски;
- добруджански;
- пирински македонски;
- тракийски;
- северняшки.

Румънските и унгарските народни танци са важна част от репертоара на представленията, изнасяни в пъстрия по етнически състав Банат, в цяла Румъния и при задграничните турнета, фестивали и концерти.
Банатските български народни песни най-често изпълнявани от вокалистите са:
- „Хайдъ дъ се пребереми“ – „Хайде да се съберем“;
- „По-милну месту нъ светъ“ – „По-мило място на света“;
- „Младъ мумъ“ – „Млада мома“;
- „Ангелче звездиче“ – „Ангелче звездичка“;
- „У винганскуту гуриче“ – „Във винганската горичка“.

## Носии
В зависимост от изпълняваните танци ансамбълът разполага и със съответните народни носии, но най-разкошни и впечатляващи са уникалните вингански носии идващи непроменени още от ХІХ и съвсем от началото на ХХ век, повечето от тях и съхранени оттогава:
- мъжките – традиционни празнични за ергените и за младоженците – от тънък бял вълнен плат, обточени с червени и черни гайтани: беневреци с едри гайтанени украшения над коляното отпред и около пояса отзад, донесени с традицията още от Чипровско; късо, до пояса, двуредно сако; широка, бродирана, червена, копринена вратовръзка; кръгла шапка с малка периферия, обшита със златна сърмена дантела и с пъстра кокарда с два къси пискюла отпред; високи, черни ботуши с твърди кончове;
- женските – изключителни образци на скъп и трудно въобразим празничен разкош, струващи на времето по 300 златни рейнски флорина: дълга почти до земята, широка копринена или от тънък вълнен плат пола с втъкани или бродирани шарки, в долната си част с широка златна сърмена дантела; дълга, червена престилка цялата обшита със златна сърма и пайети и с широки пъстроцветни кордели; риза с богато бродирани копринени или от копринено кадифе ръкави и с обшити със златни сърмени дантели маншети; сгънат на голям триъгълник черен или вишнево червен копринен шал с бродирани или щамповани в ъглите едри букети цветя, преметнат върху раменете, кръстосан на гърдите и вързан на гърба, с дълги разноцветни копринени ресни, вързани по специален начин на пискюли; малко, отворено отпред, бродирано, копринено елече; вишнево червени кожени ботуши или чехли.

## Изяви
- представления на празниците в село Винга, в другите селища на винганската община и в селищата с банатско българско население в Румъния;
- ролята на „гвардия“ с красивите си вингански народни носии по време на католическите църковни празници и други обществени мероприятия на селото;
- представления и фестивали в 35 други селища от окръзите Арад и Тимиш на Банат;
- представления в още 13 други селища на Румъния;
- представления на празниците на град Чипровци и на банатските българи в България;
- представления в други над 14 населени места в България на фестивали и празници;
- представления на турнета и фестивали в 9 други страни на Европа и Азия.

За изкуството си ансамбъл „Българче“, освен горещите аплаузи и любовта на публиката повсеместно, получава многобройни почетни знаци и награди и покани за нови спектакли.

## Галерия
- Обща снимка на ансамбъла във вингански носии.
- Двойка с вингански носии на фона на църквата.
- Танц пред църквата 2016
- Изнасяне на кръста
- Обща снимка на ансамбъла в румънски носии
- Шопски танц на момчетата.
- Шопски танц на момичетата.
- Танц на малките
- Дамски дует с акордеониста Петру Романов
- Обща снимка на инструменталистите пред църквата 2016 г.